# Joseph Barth (Mediziner)

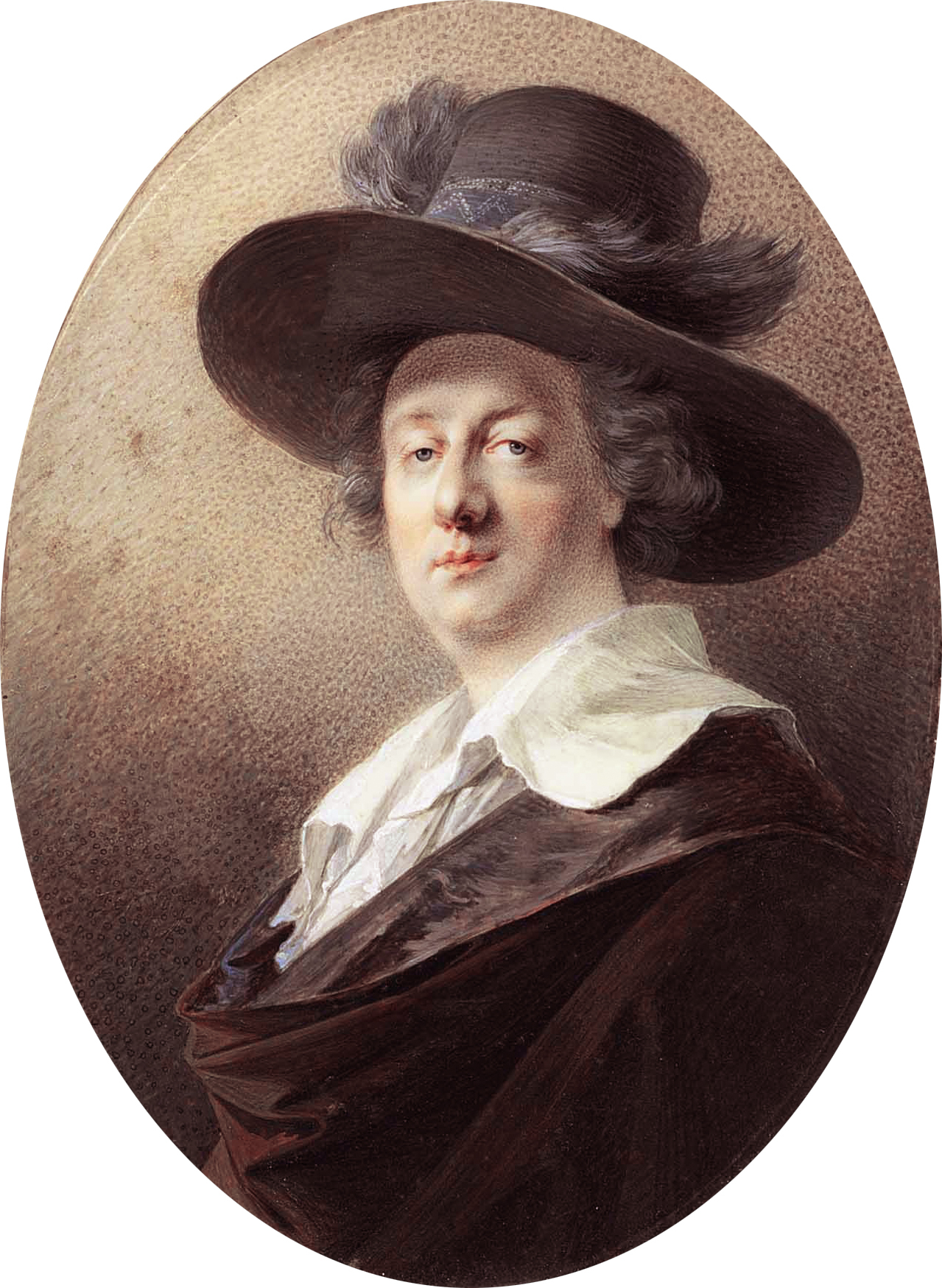
Joseph Barth (Heinrich Friedrich Füger)

Joseph Barth (* 18. Oktober 1745, laut Cassar 28. Oktober 1746, in Valletta auf Malta; † 7. April 1818 in Wien) war ein österreichischer Mediziner und Anatom der Wiener Schule, insbesondere auch Augenarzt, und Leibarzt sowie erster ordentlicher Professor der Augenheilkunde.
Er war das uneheliche Kind des Niccolò und der Maddalena Sciberras.
Er muss aber eine gute Schulbildung genossen haben, denn er studierte in Rom und Wien, wo er 1772 promovierte. 
Danach lernte er beim weltbekannten, von Maria Theresia nach Wien geholten französischen Augenarzt Baron Michael von Wenzel dem Älteren (1724–1790), der bis 1790 als Hofokulist in London lebte. Barth betrachtete seinen Beruf und sein Wissen aber mehr als Geldquelle und erst auf ausdrückliches Verlangen Kaiser Josefs II. wurde er veranlasst, gegen Zusicherung eines bedeutenden Honorars einen bereits gebildeten Arzt zu unterrichten.
Er wurde 1773 Lektor der Augenheilkunde und feineren Anatomie in Wien und bereits 1774 ordentlicher Professor. Im Jahr 1776 wurde er kaiserlicher Leibarzt. Er gründete eine private Augenheilanstalt und führte etwa 3000 Staroperationen durch. Zu seinen Schülern zählten Johann Adam Schmidt, Georg Joseph Beer und Johann Evangelist Stiger.
Seine Professur legte er 1791 nieder und widmete sich der Kunst. Er erwarb zahlreiche Stücke und war ein Zeitlang der Besitzer des Torso des Ilioneus, den er im Jahr 1814 für 30.000 Gulden an den späteren König Ludwig I. verkaufte. Alexander von Humboldt lernte Barth 1797 in Wien kennen und schätzte dessen Gelehrsamkeit.
Der Maler Tommaso Benedetti war sein Adoptivsohn.

## Werke
- Anfangsgründe der Muskellehre. Wien: Anton Gassler, 1786.
- Joseph Bart’s ... Muskellehre : nach den zwey Hauptverhältnissen, ihrer Lage und Verbindung untereinander, wie auch nach ihren allgemeinen und besondern Verrichtungen; mit 53 nach der Natur auf das genaueste entworfenen Kupfertafeln. 2. Aufl. Wien: Lechner, 1819.